# Брод (Себезький район)
Брод (рос. Брод) — присілок в Себезькому районі Псковської області Російської Федерації.
Населення становить 4 особи. Входить до складу муніципального утворення Себезьке муніципальне утворення.

## Історія
Від 2015 року входить до складу муніципального утворення Себезьке муніципальне утворення.

## Населення
| 2001 | 2002 | 2010 |
| ---- | ---- | ---- |
| 21   | ↗24  | ↘4   |